# Микрофинансирование
Микрофинанси́рование (англ. microfinance) — вид деятельности, связанный с оказанием финансовых услуг, как правило, начинающим субъектам малого предпринимательства, предполагающий более свободный доступ малых предприятий и граждан к источникам финансирования.

## Общие сведения
В экономической теории под микрофинансированием понимаются специфические финансово-кредитные отношения между финансовыми организациями и малыми формами хозяйствования в условиях территориальной близости и личного контакта, предполагающие аккумулирование финансовых ресурсов и их упрощённое предоставление на принципах платности, краткосрочности, возвратности, доверия и целевого использования на развитие хозяйства.
Цель микрофинансирования состоит в создании высокодинамичной и эффективной системы кредитования малых предприятий и граждан для дополнительного стимулирования производства и распределения товаров и услуг, а также для оказания помощи начинающим предпринимателям в приобретении опыта получения прибыли и накопления капитала.
Микрофинансирование представляет собой гибкую форму классического банковского кредита, позволяющую беспрепятственно начать бизнес без наличия стартового капитала и кредитной истории, а также способствующую решению как минимум трех задач:
1. Увеличения количества предпринимателей;
2. Роста налоговых поступлений;
3. Создания кредитной истории для дальнейшего финансирования развития субъектов малого предпринимательства через банковский сектор.

Отличительным признаком микрофинансирования является то, что оно дает возможность обслуживания клиентов, невзирая на предыдущие результаты хозяйственной деятельности (начинающие предприниматели), клиентов без кредитной истории и без зарегистрированного залога, что делает займы более доступными. Упрощенные процедуры получения микрозаймов резко увеличивают спрос на них.
Микрофинансовые институты оказывают услуги предпринимателям, дополняющие услуги коммерческих банков, укрепляя тем самым финансовую систему государства. Условия, выставляемые коммерческими банками, нередко оказываются непосильными для предпринимателей (особенно это касается обеспечения кредита). Учреждения микрофинансирования осуществляют с некоторой выгодой и низкой степенью риска небольшие по размеру финансовые операции, которые не являются привлекательными для коммерческих банков.
Программы микрофинансирования осуществляют:
- специализированные микрофинансовые институты, которые занимаются исключительно предоставлением кредитов и финансируются из внешних источников;
- кредитные союзы — организации с коллективным членством, которые создаются с целью оказания финансовых услуг своим членам и полностью или в основном финансируются за счет долевого участия или сбережений своих членов. Как правило, у них нет выхода на внешние источники финансирования;
- сельскохозяйственные кредитные потребительские кооперативы — организации с коллективным членством, работающие преимущественно с фермерами и предприятиями, связанными с сельскохозяйственным производством;
- фонды поддержки предпринимательства.

Программы микрофинансирования могут осуществляться через государственные и муниципальные фонды поддержки малого предпринимательства, которые в соответствии с действующими уставами этих организаций предоставляют субъектам малого предпринимательства кредиты, не имея банковской лицензии.
По сведениям МБРР, средний доход крупной микрофинансовой организации составляет 2,5 % (с учётом инфляции и за вычетом полученных субсидий). Микрофинансовая индустрия активно поддерживается ООН и некоммерческими организациями. Некоторые инвестиционные организации вкладывают средства в микрофинансовые компании, выплачивая дивиденды с прибыли (Kolibri Kapital).
Микрофинансовые организации бывают микрокредитными и микрофинансовыми компаниями.
МФК может выдавать до 1 миллиона, но зарегулированы жестче. За ними следит ЦБ.
МКК может выдавать до 500к, зарегулирована не так строго, сами за собой следят через СРО.

## История
Вся отрасль микрофинансирования выросла из микрокредитования. В 1976 году профессор Мухаммед Юнус основал банк «Грамин» (англ. «Grameen Bank», иногда упоминается как Граминский банк), который занимался выдачей микрокредитов бедным бангладешцам. Этот же год следует считать годом рождения микрофинансирования. Значительно позже появились другие финансовые услуги для бедных людей (микрострахование, микровклады и т. п.). По сведениям Международного банка, в 2005 году в мире уже насчитывалось более 7 тысяч микрофинансовых организаций (англ. Microfinance Institutions, MFI), которые обслуживают около 16 миллионов человек в развивающихся странах и странах третьего мира.
Микрофинансовые организации в России, как и во всем мире, представлены многочисленными организационно-правовыми формами. Основными коммерческими представителями микрофинансирования в настоящее время являются кредитные потребительские кооперативы, деятельность которых в России регламентируется Федеральным законом от 18.07.2009 № 190-ФЗ «О кредитной кооперации». На основании Федерального закона микрофинансовые организации (МФО) делятся на МФК и МКК.
3 ноября 2016 года Банк России внес в государственный реестр микрофинансовых организаций (МФО) первую микрофинансовую компанию, изменив её статус с микрокредитной.

## Потребители
В основном потребителями микрофинансовых услуг являются граждане развивающихся стран и стран третьего мира. Так, например, в Нигерии в 2008 г. было зарегистрировано более 750 мелких региональных банков, предоставляющих микрокредиты. Большинство (до 90 %) потребителей — женщины, потому что именно они чаще всего страдают от бедности и несут на себе бо́льшую часть расходов по содержанию семьи, в особенности когда речь идёт о неполных семьях. Очень часто микрофинансовыми услугами пользуются микропредприниматели — это небогатые люди, которые организовали маленький (зачастую личный или семейный) бизнес для обеспечения себя и своих родных. Бизнес микропредпринимателей в сельских условиях — это обычно выращивание, обработка и продажа продуктов питания. В городских условиях микропредприниматели обычно торгуют на улицах хозяйственными безделушками, занимаются доставкой мелких грузов и т. п.

## Всемирные премии в области микропредпринимательства (ВПМ)
В ноябре 2004 года Фонд ООН для капитального развития (англ. United Nations Capital Development Fund), Фонд «Ситигруп» (англ. Citigroup Foundation) и группа специалистов из ведущих университетов мира инициировали проведение деловых конкурсов для предпринимателей с низким уровнем доходов — Программы Всемирных премий в области микропредпринимательства (англ. Global Microentrepreneurship Award (GMA) Programme).
Эта инициатива имела цель продемонстрировать вклад микрокредитования в развитие малого предпринимательства в бедных странах, способного обеспечить экономическую стабильность многих семей. Данная инициатива призвана также способствовать росту инвестиций и привлечь к поддержке микрофинансирования спонсоров, национальные правительства и бизнес. Подробнее см. статью ВПМ.

## Микрофинансирование в России
В России микрофинансовые организации осуществляют свою деятельность на основании Федерального закона от 02.07.2010 № 151-ФЗ «О микрофинансовой деятельности и микрофинансовых организациях» (далее — Федеральный закон № 151-ФЗ) и Федерального закона от 21 декабря 2013 года № 353-ФЗ «О потребительском кредите (займе)». Федеральный закон № 151-ФЗ регулирует деятельность микрофинансовых организаций, устанавливает размер, порядок и условия предоставления микрозаймов юридическим и физическим лицам. Согласно Федеральному закону № 151-ФЗ, микрофинансовая организация — юридическое лицо, которое осуществляет микрофинансовую деятельность и сведения о котором внесены Центральным банком Российской Федерации в государственный реестр микрофинансовых организаций в порядке, предусмотренном Законом. Микрофинансовые организации могут осуществлять свою деятельность в виде микрофинансовой компании или микрокредитной компании.
С начала 2019 года Центробанк России ввел ряд ограничений в сфере микрофинансирования:
с 28 января кредиторы не могут требовать с заемщика больше 2,5 размера займа, а ежедневная процентная ставка ограничена 1,5 %.
с 1 июля 2019 максимальная ежедневная процентная ставка составляет 1 % (365 % годовых), а максимальный размер выплат, которые кредиторы могут потребовать с заемщика, ограничивается до двукратного от суммы кредита (включая проценты, штрафы и другие платежи, относящихся к кредиту).
с 2020 года нельзя будет потребовать с клиента больше полуторакратного размера займа.

## Регулирование микрофинансовых организаций на Украине
На Украине нет специализированного закона об МФО — такой, например, вступил в силу в России в 2017-м году, но рынок серьёзно не затронул и не снизил его объёмы более чем на 5 %. Особого регулирования процентных ставок со стороны государства тоже нет — сейчас МФО находятся в наиболее выгодном положении. Откровенно, они снимают сливки и продолжат делать это до тех пор, пока Минфин не возьмется за регулирование их деятельности всерьёз.
При этом нельзя говорить о том, что украинские МФО находятся вне закона — их работу регулируют:
- Закон «О финансовых услугах и государственном регулировании рынков финансовых услуг»;
- Нормы гражданского законодательства Украины;
- И другие нормативно-правовые акты.

Де-юре МФО являются небанковскими финансовыми организациями (к их числу, кстати, относятся ломбарды) и их деятельность находится в ведении Национальной комиссии по государственному регулированию в сфере рынков финансовых услуг. Сведения о компаниях обязательно вносятся в госреестр юридических лиц и предпринимателей, а также в реестр финансовых учреждений.
Если говорить об онлайн-сервисах кредитования, которые являются абсолютными лидерами по темпам роста и объёмам выданных займов, то их деятельность так же регулирует Закон «Об электронной коммерции». В своей работе они используют электронные договоры, имеющие ту же юридическую силу, что и обычные «бумажные». Потому онлайн-сервисы и работающие оффлайн компании находятся абсолютно в одинаковых условиях с точки зрения законодательства за исключением нюансов.

## Цитаты
- «Горькая правда состоит в том, что большинство бедных людей в мире всё ещё не имеет устойчивого доступа к финансовым услугам, будь то вклады, кредитование или страхование. Наша великая цель — убрать преграды на пути людей в финансовом секторе… Вместе мы можем и должны построить общедоступные финансовые сектора, которые помогут людям улучшить их жизнь.» Кофи Аннан, Генеральный секретарь ООН[источник не указан 1787 дней]